# Günter Pilgrim
Günter Pilgrim (* 4. Februar 1931 in Wehrland; † 12. Juli 2010 in Rotenburg (Wümme)) war ein deutscher evangelisch-lutherischer Geistlicher und Schriftsteller.

## Leben
Günter Pilgrim kam nach dem Zweiten Weltkrieg nach Waren (Müritz), wo er am Richard-Wossidlo-Gymnasium sein Abitur machte. Von 1950 bis 1955 studierte er Evangelische Theologie an der Universität Rostock und Berlin. Nach seiner Ordination erhielt er 1956 seine erste Pfarrstelle als Pastor in Boddin. 
Von 1967 bis 1980 war er als Nachfolger von Karl Kleinschmidt Domprediger am Schweriner Dom und im Nebenamt Leiter der Evangelischen Akademie der  Evangelisch-Lutherischen Landeskirche Mecklenburgs. 1980 ging er als Pastor an die Georgenkirche in Parchim, wo er bis zu seiner Pensionierung Anfang 2005 blieb. 
Im Ruhestand lebte Pilgrim in Rotenburg (Wümme).
Pilgrim war befreundet mit Manfred Hausmann und besonders interessiert am Austausch von Theologie mit Literatur und Kunst. In der DDR-Zeit scheute er die politische Auseinandersetzung nicht und wurde von der Stasi als Feindlich-negative Person eingeschätzt. In Parchim wurde eine Operative Personenkontrolle gegen ihn durchgeführt.  Während der Wende und friedlichen Revolution in der DDR war Pilgrim aktiv an den Veränderungen in Parchim beteiligt. 1995 ehrte ihn die Stadt Parchim mit einer Eintragung in das Goldene Buch der Stadt.

## Auszeichnungen
- 2001: Johannes-Gillhoff-Preis

## Werke
- Die St. Georgenkirche in Parchim. 1991
- Parchim. (mit Fotos von Karl Greve); 1992
- Die Ameisenstrasse. Oder vierzig Jahre Pastor in der DDR. Erinnerungen. Schwerin: Stock und Stein 1997
- Christian. Geschichten aus einer echt glücklichen Zeit. 1998
- Die Fliege im Bernstein. Roman. 1999
- Ohne Hoffnung geht es nicht. Lebenshilfe durch das Wort. Predigten, Betrachtungen, Reden. 1999
- Wenn die Engel Überstunden machen. Geschichten und Predigten zur Weihnacht. 2000
- Der Engel in der Kiste. Rotenburger Geschichten. 2002
- Die Muscheltür. Rotenburger Tagebuchblätter. Geschichten aus dem Leben und Gedanken zur Zeit. 2002
- Der erschrockene Engel. Neue Rotenburger Geschichten. 2004